# Junya Ito
Junya Ito (伊東 純也 Itō Jun'ya?), född 9 mars 1993, är en japansk fotbollsspelare som spelar för Reims. Ito har även spelat för det japanska landslaget.

## Klubbkarriär
Den 29 juli 2022 värvades Ito av franska Reims, där han skrev på ett fyraårskontrakt.

## Landslagskarriär
I november 2022 blev Ito uttagen i Japans trupp till VM 2022.